# Gianna Nannini
Gianna Nannini (født 14. juni 1954 i Siena) er en italiensk sangerinde og musiker.
Hun studerede klaver i Torino og komposition i Milano.
Hendes første hit kom i 1979 med singlen America og albummet California, som slog igennem i flere europæiske lande. I Italen blev hun for alvor berømt i 1984, da hun udgav sit sjette album, Puzzle, som kom på top-10 i Italien, Vesttyskland, Østrig og Schweiz. I 1986 fik hun et hit med Bello e impossibile og opsamlingspladen Maschi e altri fra 1987 solgte over en million eksemplarer. 
I 1990 sang hun fodbold-VM's officielle sang, Un'estate italiana, sammen med Edoardo Bennato. 
Hendes seneste album Grazie udkom i februar 2006, og har opnået en førsteplads på den italienske hitparade med singlen Sei nell'anima.

## Diskografi
- Gianna Nannini (1976)
- Una radura (1978)
- California (1979)
- G.N. (1981)
- Latin Lover (1982)
- Puzzle (1984)
- Tutto Live (1985, live)
- Profumo (1986)
- Maschi e altri (1987)
- Malafemmina (1988)
- Scandalo (1990)
- Giannissima (1991)
- Bomboloni (1996)
- Cuore (1998)
- Aria (2002)
- Perle (2004)
- Grazie (2006)

## Familie
Gianna Nanninis lillebror, Alessandro Nannini, er kendt som Formel 1-kører.

## Eksternt link
- Officiel website